# Guru
 Ovo je glavno značenje pojma Guru. Za druga značenja pogledajte Guru (razdvojba).
Guru (Sanskrt, m., गुरु, guru, hrv. "težak", "vrlo značajan") je religiozni naslov za duhovnog učitelja u hinduizmu, sikhizmu i tantričkom budizmu. Ovo se temelji na filozofskom razumijevanju značenja znanja u hinduizmu. Učitelj je za učenike nezamjenjiv u njihovoj potrazi za znanjem i putom ka "buđenju", "probuđenosti" iz sna o stvarnosti i sposobnosti sagledavanja stvarnosti kakva ona doista jest, kako to vide ove religije. Ova titula je do danas među pripadnicima navedenih religija zadržala vrlo značajno mjesto u mjeri vrijednosti. U tibetanskom je "Guru" analogno s "visok" (transliterirano: Blama, izgovara se Lama). U indonezijskom jeziku "guru" danas znači "učitelj".
Pored duhovnog vodstva, danas se guruima nazivaju i učitelji umjetnosti kao što su pjevanje i ples, jer se njima još i danas pridaje snažno religiozno značenje. 
U suvremenom zapadnom korištenju riječi "guru" to može označavati osobu koja svojim religijskim ili filozofskim učenjem privlači i okuplja pristalice. U širem smislu riječi, guru može biti i stručnjak s natprosječnim znanjem i dugim iskustvom u nekom području. U tom se smislu ponekad naslov "Guru" može koristiti i u posprdnom značenju.    